# Kitchener—Conestoga
Pour les articles homonymes, voir Kitchener (homonymie).
Pour la circonscription provinciale, voir Kitchener—Conestoga (circonscription provinciale).
Circonscription électorale fédérale du Canada
Kitchener—Conestoga (anciennement Kitchener—Wilmot—Wellesley—Woolwich) est une circonscription électorale fédérale canadienne située en Ontario.

## Géographie
La circonscription comprend les cantons de Woolwich (en), Wellesley (en) et Wilmot (en)..
Les circonscriptions limitrophes sont Oxford, Perth—Wellington, Wellington—Halton Hills-Nord, Cambridge, Kitchener-Sud—Hespeler, Kitchener-Centre et Waterloo.
En 2015, les circonscriptions limitrophes étaient Kitchener-Centre, Kitchener-Sud—Hespeler, Wellington—Halton Hills, Perth—Wellington, Wellington—Halton Hills, Oxford, Cambridge et Waterloo (auparavant Kitchener—Waterloo).

## Historique
La circonscription de Kitchener—Wilmot—Wellesley—Woolwich est créée en 2003 à partir de Waterloo—Wellington, Kitchener Centre et Cambridge. En 2005, La circonscription est renommée Kitchener—Conestoga.
Lors du redécoupage électoral de 2022-2023, les limites de la circonscription changent peu. La circonscription gagne la petite partie de la circonscription de Kitchener-Centre située entre le chemin Fischer-Hallman et le chemin Westmount Ouest comprise entre le chemin Highland Ouest et l'autoroute 7.

## Députés
| Législature                                                                                     | Années        | Député          | Parti | Parti        |
| ----------------------------------------------------------------------------------------------- | ------------- | --------------- | ----- | ------------ |
| Kitchener—Wilmot—Wellesley—Woolwich issue de Waterloo—Wellington, Kitchener-Centre et Cambridge |               |                 |       |              |
| 38e                                                                                             | 2004–2006     | Lynn Myers      |       | Libéral      |
| Kitchener—Conestoga                                                                             |               |                 |       |              |
| 39e                                                                                             | 2006–2008     | Harold Albrecht |       | Conservateur |
| 40e                                                                                             | 2008–2011     | Harold Albrecht |       | Conservateur |
| 41e                                                                                             | 2011–2015     | Harold Albrecht |       | Conservateur |
| 42e                                                                                             | 2015–2019     | Harold Albrecht |       | Conservateur |
| 43e                                                                                             | 2019–2021     | Tim Louis       |       | Libéral      |
| 44e                                                                                             | 2021–2025     | Tim Louis       |       | Libéral      |
| 45e                                                                                             | 2025–en cours | Tim Louis       |       | Libéral      |

## Résultats électoraux
|       | Candidat            | Parti             | # de voix | % des voix |
|       | (X) Harold Albrecht | Conservateur      | +20 649,  | 43,68 %    |
|       | Tim Louis           | Libéral           | +20 398,  | 43,15 %    |
|       | James Villeneuve    | NPD               | +04 653,  | 9,84 %     |
|       | Bob Jonkman         | Vert              | +01 314,  | 2,78 %     |
|       | James Sears         | Parti libertarien | +00254,   | 0,54 %     |
| Total | Total               | Total             | 47 268    | 100 %      |

|       | Candidat            | Parti        | # de voix | % des voix |
|       | (x) Harold Albrecht | Conservateur | +28 902,  | 54,12 %    |
|       | Bob Rosehart        | Libéral      | +10 653,  | 19,95 %    |
|       | Lorne Bruce         | NPD          | +11 665,  | 21,84 %    |
|       | Albert Ashley       | Vert         | +02 184,  | 4,09 %     |
| Total | Total               | Total        | 53 404    | 100 %      |

|       | Candidat            | Parti        | # de voix | % des voix |
|       | (x) Harold Albrecht | Conservateur | +23 275,  | 49,22 %    |
|       | Orlando Da Silva    | Libéral      | +11 761,  | 24,87 %    |
|       | Rod McNeil          | NPD          | +07 132,  | 15,08 %    |
|       | Jamie Kropf         | Vert         | +05 119,  | 10,83 %    |
| Total | Total               | Total        | 47 287    | 100 %      |